# Dolina Jezreel
Dolina Jezreel, Dolina Jizreel, Ezdrelon (hebr. ‏עמק יזרעאל‎, Emek Jizre'el, ‘Emeq Yizre‘el; arab. ‏سهل زرعين‎, Sahel Zir'in, także: مرج بن عامر, Mardż Ibn Amir, Marj Ibn ‘Āmir) – rozległa równinna dolina położona w północnym Izraelu.

## Geografia

Położenie Doliny Jezreel

Dolina Jezreel jest położona w południowej części Dolnej Galilei. Biegnie z południowego wschodu na północny zachód. Jest otwarta w kierunku północno-zachodnim, gdzie znajduje się Dolina Zewulun i Zatoka Hajfy. Od strony północnej jest zamknięta przez góry Hare Nacerat (wysokość dochodząca do 400 metrów n.p.m.). Na wschodzie znajdują się Góra Tabor (575 m n.p.m.) i Góra More (515 m n.p.m.), oraz płaskowyże Ramot Jissachar i Wyżyny Sirin. W kierunku południowo-wschodnim dolina przechodzi w Dolinę Charod i Dolinę Bet Sze’an w depresji Rowu Jordanu. Na południu znajduje się masyw Wzgórz Gilboa (536 m n.p.m.), za którym znajduje się wyżyna Samarii. Na południowym zachodzie znajduje się masyw Góry Karmel, płaskowyż Wyżyny Manassesa (400 m n.p.m.) i Wadi Ara.
W dolinie znajduje się miasto Afula, a także miejscowości Ramat Jiszaj, Iksal, Dabburijja, kibuce Ramat Dawid, Gewat, Jifat, Sarid, Ginnegar, Mizra, Dawerat, En Dor i Merchawja, moszawy Sede Ja’akow, Kefar Jehoszua, Bet Sze’arim, Nahalal, Kefar Baruch, Kefar Gidon, Tel Adaszim, Balfurja, Ha-Jogew i Merchawja, wioska komunalna Achuzzat Barak, oraz arabska wioska Manszija Zabda (należące do Samorządu Regionu Emek Jizre’el), kibuc Jizre’el, moszawy Magen Sza’ul, Perazon, Metaw, Awital, Ram-On, Barak, Addirim, Dewora, Gadisz i Mele’a, wioski komunalne Gan Ner, Merkaz Ja’el, Merkaz Chewer, Merkaz Omen i Nir Jafe, oraz arabskie wioski Sandala i Mukajbila (należące do Samorządu Regionu Ha-Gilboa), kibuc Ha-Zore’a (należący do Samorządu Regionu Megiddo), oraz arabska wioska Sulam (należąca do Samorządu Regionu Bustan al-Mardż). Administracyjne dolina jest położona w Poddystrykcie Jezreel, w Dystrykcie Północnym Izraela.
W południowej części doliny przebiega mur bezpieczeństwa oddzielający terytorium Izraela od Autonomii Palestyńskiej. Po stronie palestyńskiej znajduje się miasto Dżanin, oraz wioski Zububa, Dżalama, Arrana i Dahijat Sabah al-Chajr.

## Środowisko naturalne
Dolina stanowiła pierwotnie kanał łączący Morze Martwe, znajdujące się na południowy wschód od niej, z Morzem Śródziemnym. Dwa miliony lat temu, gdy wypiętrzał się ląd pomiędzy Morzem Śródziemnym a Rowem Jordanu, połączenie z Morzem Martwym stawało się coraz mniej ewidentne. Wody z Morza Martwego nie miały jak uchodzić do Morza Śródziemnego. Wpłynęło to na dzisiejsze zasolenie tego morza.
Dolina zajmuje powierzchnię 250 km². Cały jej obszar jest równinny, i z tego powodu jest ona czasami nazywana Równiną Ezdrelon. Dno doliny jest w przeważającej większości płaskie, z delikatną tendencją spadkową ku wschodowi. Krajobraz urozmaica kilkadziesiąt niewielkich pagórków. W zachodniej części doliny płynie rzeka Kiszon, a we wschodniej rzeka Charod.

## Historia

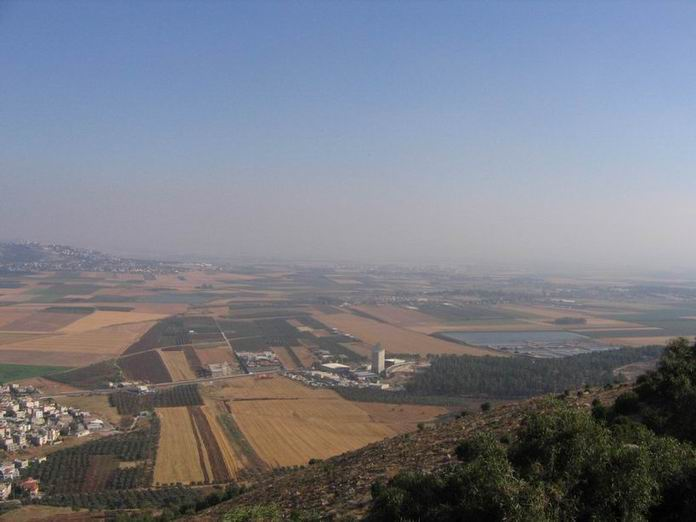
Dolina Jezreel widziana z Nacerat Illit; z lewej strony arabska miejscowość Iksal

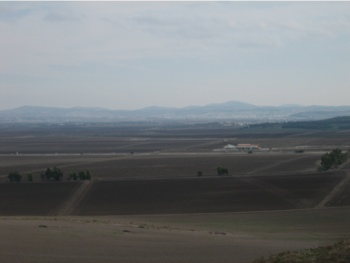
Dolina Jezreel

Historia rozwoju doliny była związana z historią starożytnych miast Jizreel, Megiddo i Jokne’am, obok których rozwijały się mniejsze ośrodki Bet Sze’an i Szimron. Poza nimi w dolinie znajdowało się w czasach historycznych wiele innych znanych z opisów biblijnych oraz pozabiblijnych osad i miast. Najbardziej znaną w czasach dzisiejszych jest miejscowość Afula (hebr. עפולה, arab. عفولة), często nazywana „Stolicą Doliny” (hebr. בירת העמק). Według archeologów osadnictwo w Afuli sięga kultur chalkolitu (kultura gaszulska, ok. 4500-3300 p.n.e.). Ostatnia faza osadnictwa w Afuli zbadana przez archeologów i historyków to czasy sunnickiej dynastii Ajjubidów (XI-XIII wiek). Miejsce to jest utożsamiane z biblijnym miastem Ofel, w którym mieszkał Gechazi, sługa proroka Elizeusza. Niektórzy bibliści identyfikują Afulę ze starotestamentalną Ofrą, z której miał pochodzić Gedeon. Przez Dolinę Jizreel przechodził dogodny szlak handlowy, który wiódł z Egiptu poprzez kraje Lewantu na wschód do Bagdadu. Wymiana towarów sprzyjała rozwojowi tutejszych miast, jednak bogactwo było powodem wojen toczonych o sprawowanie kontroli nad tym obszarem. Ukształtowanie terenu powodowało, że egipskie rydwany mogły poruszać się z Egiptu do Doliny Jezreel, a następnie drogą do Doliny Hula na północy. Okoliczne góry uniemożliwiały rydwanom ich przekroczenie. To dlatego Dolina Jezreel była świadkiem przemarszu licznych wojsk i miejscem wielu historycznych bitew. Rozegrano tutaj pierwszą zrelacjonowaną bitwę w historii świata - bitwę pod Megiddo w 1469 roku p.n.e. oraz inną bitwę w 609 roku p.n.e. Według przekazu biblijnego dolina była miejscem spektakularnego zwycięstwa Izraelitów, dowodzonych przez Gedeona, nad Midianitami i Amalekitami, którzy wcześniej prześladowali Żydów. Kilka wieków później koło Afuli Filistyni pokonali wojska izraelskie dowodzone przez króla Saula. W bitwie na wzgórzu Gilboa Filistyni zabili króla Saula i jego trzech synów. W następnych latach, w Jizreel doszło do konfrontacji Jehu z królem izraelskim Joramem. Zginęła wówczas Izebela. W tradycji chrześcijańskiej dolina ma stać się miejscem wielkiej bitwy, w której siły dobra pokonają ostatecznie siły zła. Batalia ta nazywana jest Armagedonem. Armagedon jest zniekształceniem nazwy miasta Megiddo.
Po zniszczeniu Królestwa Izraela nadal istniały w tej okolicy osady ludzkie. Wykopaliska ujawniły kilka takich miejsc pochodzących z okresu asyryjskiego i rzymskiego. W średniowieczu Krzyżowcy wykorzystali tutejsze starożytne sarkofagi do budowy zamku obronnego Le Feve. Na jego miejscu w XII wieku sułtan Saladyn założył arabską wioskę al-Fulah. W 1226 roku syryjski geograf Jakut al-Hamawi opisał ją jako „palestyńskie miasto”. Gdy w 1517 roku Palestyna znalazła się pod panowaniem Imperium osmańskiego nastąpił całkowity zastój tutejszej gospodarki. Podczas wyprawy Napoleona do Egiptu w pobliżu miejscowości al-Fulah w dniu 16 kwietnia 1799 roku doszło do bitwy pod Górą Tabor w której nieliczni Francuzi pokonali przeważające wojska tureckie. W 1852 roku amerykański pisarz Bayard Taylor podróżował Doliną Ezdrelon. Opisał ją później w swej wydanej w (1854 roku) książce The Lands of the Saracen; or, Pictures of Palestine, Asia Minor, Sicily and Spain. Dolina była dla niego „jednym z najbogatszych regionów na świecie”. W 1887 roku inny podróżnik Laurence Oliphant zanotował, iż: „Dolina Ezdrelon to ogromne zielone jezioro szumiącej pszenicy z wystającymi ponad nim jak wyspy zwieńczeniami z górujących na kopcach miasteczek; zdaje się być jednym z najbardziej zaskakujących pejzaży wszechobecnej płodności natury, jaki sobie tylko można wyobrazić”.
W latach 1903–1905 nastąpiło pewne ożywienie gospodarcze związane z budową w Dolinie Jezreel odnogi linii kolejowej Hejaz, która łączyła Damaszek z Medyną. Tutejsza odnoga łączyła główną linię kolejową z nadmorskim miastem Hajfa. W latach 1912–1925 libańska rodzina Sursuk odsprzedała 60000 akrów ziemi w dolinie amerykańskim organizacjom syjonistycznym, dzięki którym rozpoczęło się osadnictwo żydowskie. W latach 1912–1915 Turcy wybudowali linię kolejową łączącą stację kolejową al-Fulah z miastem Nablus w Samarii. Pod koniec I wojny światowej Palestyna stała się terenem walk brytyjsko-tureckich. We wrześniu 1918 roku w rejonie al-Fulah stacjonowały wojska tureckie podczas bitwy pod Megiddo. W rezultacie tej wojny cała Palestyna przeszła pod brytyjską kontrolę, a w 1922 roku formalnie utworzono Brytyjski Mandat Palestyny. Nowa sytuacja geopolityczna stwarzała nadzieję na realizację obietnicy deklaracji Balfoura o utworzeniu w Palestynie „żydowskiej siedziby narodowej”. Program organizacji syjonistycznych zakładał wykupienie 4 mln akrów ziemi i osiedlenie w Ziemi Izraela w ciągu dziesięciu lat około miliona Żydów. W tym celu miało powstać wiele osad rolniczych i dziesięć większych skupisk miejskich – niektóre poprzez rozbudowę istniejących już miejscowości (Jerozolima, Jafa, Hajfa, Tyberiada i Safed), a niektóre poprzez założenie zupełnie nowych. Pod budowę jednego z nowych miast wybrano żyzną Dolinę Jezreel. Amerykańska organizacja syjonistyczna American Zion Commonwealth wykupiła brakujące grunty w dolinie od libańskiej rodziny Sursuk. Organizacja ta zatrudniła znanego niemieckiego architekta Richarda Kaufmana, który sporządził ogólny plan nowej osady nazwanej Afula. Plan zagospodarowania przestrzennego zakładał utworzenie obszarów mieszkalnych z obiektami handlowymi, usługowymi, kulturalnymi i religijnymi. Po nabyciu działek mieszkalnych pierwsi żydowscy imigranci z Polski i Stanów Zjednoczonych przyjechali do Afuli w dniu 31 marca 1925 roku. Datę tę uznaje się za założenie miasta. W kolejnych latach w okolicy powstały nowe żydowskie osady rolnicze. Jednakże w dolinie nadal pozostawała część ludności arabskiej, która zamieszkiwała w 21 wioskach. Podczas arabskiego powstania w Palestynie (1936–1939) działające stąd arabskie milicje paraliżowały żydowską komunikację. Sytuacja ta jeszcze bardziej pogorszyła się podczas wojny domowej w Mandacie Palestyny. W wyniku I wojny izraelsko-arabskiej w 1948 roku większość tych wiosek została wysiedlona i zniszczona. Od tej pory Żydzi stanowią większość populacji doliny.

### Nazwa
Dolina Jezreel bierze swą nazwę od starożytnego miasta Jezreel, które znajdowało się na wzniesieniu w południowej jej części. Niektórzy historycy przyjmują, iż miasto wzięło swą nazwę od nazwiska plemienia, które go założyło. Plemię to zostało wymienione na tzw. steli Merenptaha. Hebrajskie Jezreel oznacza El sieje - czyli Bóg sieje. Wyrażenie „Dolina Ezdrelon” czasami używane jest do określenia centralnej części równiny, podczas gdy jej południowo-zachodnią część nazywano Doliną Megiddo, odwołując się do nazwy starożytnego miasta Megiddo, które się tam znajdowało.
Z biegiem wieków różne cywilizacje różnie nazywały dolinę. Tereny te były również nazywane Równiną Ezdrelonu. Greckie Ezdrelon było odpowiednikiem semickiego Jezreel. Spotyka się także inne określenia takie jak np. arabskie Dolina Zir'in (arab. Sahel Zir'in سهل زرعين) czy Połonina Synów Amra (arab. مرج بن عامر, Marj Ibn Amer).

## Gospodarka
Cała dolina jest intensywnie wykorzystywana rolniczo. Oprócz produkcji roślinnej, tutejsze osady posiadają liczne zakłady produkcyjne, jednak głównym ośrodkiem przemysłowo usługowym doliny jest miasto Afula.

## Transport
Przez dolinę przechodzi kilka ważnych arterii komunikacyjnych. Dolinę łączą z nadmorską równiną droga ekspresowa nr 65 i droga ekspresowa nr 70. Droga nr 65 prowadzi dalej na północny wschód w kierunku Doliny Hula, natomiast droga nr 70 prowadzi na północny zachód przez Dolinę Zabulona, a następnie na północ wzdłuż niziny nadmorskiej w kierunku granicy z Libanem. Wzdłuż zachodniej krawędzi doliny przebiega droga nr 66, która łączy drogi nr 65 i 70, oraz prowadzi na terytorium palestyńskie do miasta Dżanin. Wzdłuż północno-zachodniej krawędzi doliny przebiega droga ekspresowa nr 75, która prowadzi do miasta Nazaret. W kierunku północno-wschodnim odchodzi od niej droga ekspresowa nr 77, która przez Dolinę Bejt Netofa prowadzi do miasta Tyberiada nad Jeziorem Tyberiadzkim. Przez środek doliny przebiega droga nr 60, łącząca palestyńskie miasto Dżanin z Afulą i Nazaretem. Wzdłuż północnej krawędzi doliny przebiega droga nr 73, łącząca drogę nr 60 z drogą nr 75. W kierunku południowo-wschodnim odchodzi droga nr 71, która przez Dolinę Charod prowadzi do miasta Bet Sze’an w Dolinie Bet Sze’an.